# Lutz Dombrowski
Lutz Dombrowski (Alemania, 25 de junio de 1959) es un atleta alemán retirado, especializado en la prueba de salto de longitud en la que, representando a la República Democrática Alemana, llegó a ser campeón olímpico en 1980.

## Carrera deportiva
En los JJ. OO. de Moscú 1980 ganó la medalla de oro en salto de longitud, con un salto de 8.54 metros, quedando en el podio por delante de su compatriota Frank Paschek (plata con 8.21 m) y el soviético Valeriy Pidluzhnyy (bronce con 8.18 m).
Dos años después, en el Campeonato Europeo de Atletismo de 1982 celebrado en Atenas volvió a ganar el oro en la misma prueba.